# 马格西·博格斯
泰隆·柯蒂斯“馬格西”博格斯（Tyrone Curtis "Muggsy" Bogues，1965年1月9日），美国职业篮球运动员，前國家籃球協會（NBA）球星。NBA历史上最矮小的球員，身高僅5英尺3英寸（160），司職控球后卫，職業生涯的黃金時期效力於夏洛特黄蜂队，14年職業生涯平均每場得7.7分、7.6助攻、2.6籃板、1.6搶斷。
博格斯於馬利蘭州巴爾的摩出生，威克森林大学畢業。1986年，代表美國出賽西班牙马德里举行的第十届世界男篮锦标赛，表現優異。1987年在NBA选秀中以首輪第12顺位獲华盛顿子弹队（現名华盛顿奇才队）選中。新人球季中，跟当时联盟最高的球员，來自蘇丹的7英尺7英寸（231）隊友马努特·波尔（Manute Bol）一同作賽，相映成趣。
翌年被送到新成立的黄蜂队，表現愈見出色。九十年代初跟拉里·约翰逊（Larry Johnson）、（Alonzo Mourning）組成黃蜂隊的鐵三角，多次帶領球隊進入季後賽。1997-98球季被交換至金州勇士隊，兩季後以自由身加盟多伦多暴龙，最後在2001年於多伦多速龙結束職業生涯。退役後從事房地產生意，2005年出任WNBA夏洛特刺針隊的教練。

## 軼事
- 1996年，在一場對纽约尼克斯的比赛中，博格斯封阻了对方的2.13米（7英尺）中锋（Patrick Ewing），一時傳為佳話。
- 1996年曾演出電影《空中大灌篮》。
- 傳聞其綽號"Muggsy"大概是"Mugger"（劫匪）的指小詞，緣於他身型矮小，擅於抄截搶斷。香港的體育評述員，將這個外號戲譯為「癦屎」（痣），意謂他身在NBA的巨人叢中猶如一顆小痣。
- 根據他個人的自述，他在7歲之前，家人給他暱稱是“蘋果”，源自他的頭髮總是理得很短，使他的頭顯得特別亮眼，像極一顆蘋果。而伴其一生的綽號"Muggsy"的正式出處是他的童年玩伴的一句玩笑話，說他就如同美國老影視劇《The Bowery Boys》裡的角色 - Muggsy，劇裡的Muggsy總是受人簇拥，是團伙裡出謀劃策的領頭人。

## 外部連結
- 職業生涯統計 （页面存档备份，存于）
- 博格斯的傳記在亞馬遜網站上的介紹